# Grote Prijs Briek Schotte
Der Grote Prijs Briek Schotte ist ein Eintagesrennen, das seit 1941 im belgischen Desselgem ausgetragen wird. Das Rennen ist benannt nach dem belgischen Radrennfahrer Alberic „Briek“ Schotte, der selbst Anfang der 1940er Jahre die ersten drei Austragungen gewann. Seit dessen Tod im Jahre 2004 ist das Rennen seinem Gedächtnis gewidmet.
Das Rennen wird – mit Unterbrechungen – jährlich ausgetragen. 1942 und 1947 gab es zwei Auflagen.
Rekordsieger des Rennens ist mit vier Erfolgen der Belgier Gilbert Desmet.

## Sieger
- 2024 nicht ausgetragen
- 2023  Jonas Rickaert
- 2022  Vanoverschelde
- 2019  Arjen Livyns
- 2018  Milan Menten
- 2017  Timothy Dupont
- 2016  Brian van Goethem
- 2015  Brian van Goethem
- 2014  Andrew Fenn
- 2013  Julien Vermote
- 2012  Guillaume Van Keirsbulck
- 2011  Guillaume Van Keirsbulck
- 2010  Kevin Van Impe
- 2009  Niko Eeckhout
- 2008  Mauro Facci
- 2007  Steven de Jongh
- 2006  Johnny Hoogerland
- 2005  Wouter Weylandt
- 2004  Wilfried Cretskens
- 2003  Wilfried Cretskens
- 2002  Sven Vanthourenhout
- 2001  Wilfried Peeters
- 2000  Max van Heeswijk
- 1999  Johan Museeuw
- 1998  Jo Planckaert
- 1997  Wim Feys
- 1996  Wim Omloop
- 1995  Jans Koerts
- 1994  Hendrik Redant
- 1993  Bart Leysen
- 1992  Johan Verstrepen
- 1991  Patrick Eyk
- 1990  Gino De Backer
- 1989  Jean-Marie Vernie
- 1988  Johan Museeuw
- 1987  Dirk Demol
- 1986  Johan Capiot
- 1985  Dirk Heirweg
- 1984  Patrick Versluys
- 1983  Ivan Lamote
- 1982  Eddy Planckaert
- 1981  André Dierickx
- 1980  Frans Van Looy
- 1979  Johnny De Nul
- 1978  Willem Peeters
- 1977  Jos Schipper
- 1976  Willem Peeters
- 1975  Herman Van Springel
- 1974  Willy Van Malderghem
- 1973  Walter Godefroot
- 1972  Christian Callens
- 1971  Edward Janssens
- 1970  Eric Leman
- 1969  Rik Van Looy
- 1968  Jos Huysmans
- 1967  Rik Van Looy
- 1966  Daniel Van Ryckeghem
- 1965  Willy Planckaert
- 1964  Julien Gekiere
- 1963  Gilbert Desmet
- 1962  Norbert Kerckhove
- 1961  Arthur Decabooter
- 1960  Gilbert Desmet
- 1959  Gilbert Desmet
- 1958  Paul Borremans
- 1957  Emile Severeyns
- 1956  Germain Derycke
- 1955  Gilbert Desmet
- 1954  Paul Borremans
- 1953  Emile Severeyns
- 1952  nicht ausgetragen
- 1951  nicht ausgetragen
- 1950  Georges De Craeye
- 1949  Henri Denijs
- 1948  André Maelbrancke
- 1947²  Norbert Callens
- 1947¹  Maurice Meersman
- 1946 nicht ausgetragen
- 1945  Roger Desmet
- 1944 nicht ausgetragen
- 1943  André Defoort
- 1942²  Briek Schotte
- 1942¹  Briek Schotte
- 1941  Briek Schotte